# Đảng Cộng sản Cộng hòa Xã hội chủ nghĩa Xô viết Liên bang Nga
Đảng Cộng sản Cộng hòa Xã hội chủ nghĩa Xô viết Liên bang Nga (tiếng Nga: Коммунистическая партия Российской Советской Федеративной Социалистической Республики, Kommunisticheskaya partiya Rossiyskoy Sovetskoy Federativnoy Sotsialisticheskoy Respubliki) là một đảng cấp cộng hòa của Đảng Cộng sản Liên Xô tại Cộng hòa Xã hội chủ nghĩa Xô viết Liên bang Nga. Đảng Cộng sản CHXHCNXVLB Nga được thành lập vào năm 1990. Tại thời điểm đó, Đảng Cộng sản đã tổ chức khoảng 58% tổng số đảng viên Đảng Cộng sản Liên Xô. Đảng này được biết đến phổ biến là "Đảng Cộng sản Nga". Về mặt chính trị, đảng trở thành một trung tâm cho những người chống đối sự cầm quyền của Gorbachyov.

## Bối cảnh
Trong nhiều năm, Nga là nước cộng hòa duy nhất của Liên Xô mà không có đảng cộng sản cấp cộng hòa của riêng mình. Trên thực tế vào năm 1947, Bộ Dân ủy Nội vụ đã tiến hành một cuộc điều tra trong vụ án được gọi là vụ án Leningrad chống lại các chức năng của đảng bị cáo buộc muốn thành lập Đảng Cộng sản Cộng hòa trong Nga Xô viết.
Năm 1989, một phần của Đảng Cộng sản (trái ngược với sự lãnh đạo của Mikhail Gorbachev) đã phát động một chiến dịch cho một Đảng Cộng sản cấp cộng hòa Nga tự trị. Vào tháng 6 năm 1989, một bài báo đã được xuất bản trên Nash sovremennik bởi Galina Litinova, cho rằng quốc gia Nga đã thoái lui trong thời kỳ Xô viết và cần phải thành lập một Ủy ban Trung ương cho Đảng Cộng sản CHXHCNXVLB Nga.

## Chuẩn bị
Đảng Cộng sản CHXHCNXVLB Nga nổi lên từ một liên minh giữa những người theo chủ nghĩa dựa trên Leningrad và khuynh hướng yêu nước của quốc gia Nga. Mặt trận Công nhân Thống nhất là một trong những người ủng hộ chính của tổ chức đảng mới.
Gorbachyov gặp khó khăn trong việc cố gắng ngăn chặn sự thành lập một tổ chức đảng của Nga. Nhiều thành viên người Nga trong Đảng Cộng sản, những người không nhất thiết phải theo dõi các đối thủ cứng rắn của Gorbachyov, đã ủng hộ nỗ lực thành lập một tổ chức đảng Nga. Theo sáng kiến của Gorbachyov, Văn phòng Cộng hòa Xã hội chủ nghĩa Xô viết Liên bang Nga của Đảng Cộng sản đã được thành lập vào cuối năm 1989, trong một động thái nhằm ngăn chặn sự hình thành của một Đảng Cộng sản Nga tự trị. Tuy nhiên, hành động này không ngăn chặn được nhu cầu về Đảng Cộng sản Nga, và Văn phòng CHXHCNXVLB Nga mới thành lập đã đưa ra lời kêu gọi thành lập Đảng Cộng sản Nga. Quá trình này là nhục nhã đối với Gorbachyov, vì nó làm rõ rằng ông ta không hoàn toàn kiểm soát bộ máy đảng.
Trước khi thành lập tổ chức đảng mới, một cuộc tranh luận đã nổ ra liên quan đến tên của cơ quan mới. Những người cộng sản Chechen-Ingush lập luận rằng cái tên nên bao gồm 'CHXHCHXVLB Nga' chứ không chỉ là 'Nga'. Hơn nữa, quyết định đã được thông qua rằng đại hội sẽ được chia thành hai phiên, trước và sau đại hội đảng lần thứ 28 của Đảng Cộng sản Liên Xô.

## Phiên họp quốc hội đầu tiên
Phiên họp đầu tiên của đại hội thành lập Đảng Cộng sản Nga đã khai mạc tại Moskva vào ngày 19 tháng 6 năm 1990. 2.768 đại biểu tham dự đại hội. Có ba ứng cử viên chính cho chức vụ Bí thư thứ nhất, Valentin Kuptsov, Ivan Polozkov và Oleg Lobov (Bí thư thứ hai của Đảng Cộng sản Armenia). Kuptsov, ứng cử viên được hỗ trợ bởi Gorbachyov và lãnh đạo đảng toàn Liên minh, đã phải chịu một thất bại nặng nề. Ông chỉ nhận được 343 phiếu ủng hộ trong khi 2.278 đại biểu bỏ phiếu chống lại ông. Polozkov đã nhận được 1.017 phiếu ủng hộ và 1.604 phiếu chống lại ông, trong khi Lobov nhận được 848 phiếu ủng hộ và 1.773 phiếu chống ông. Một bầu cử đã được tổ chức giữa Polozkov và Lobov. Polozkov được bầu với 1.394 so với 1.066 cho Lobov. Phiên họp đầu tiên của đại hội thành lập đã kết thúc vào ngày 23 tháng 6 năm 1990.
Polozkov là một nhà lãnh đạo của phe phái cứng rắn, đến từ Krasnodar. Sau khi đắc cử, Polozkov đã cố gắng tránh xa những thành phần cứng rắn nhất (đại diện bởi Nina Andreyeva) và tìm cách hòa giải giữa Gorbachyov, Boris Yeltsin và Đảng Cộng sản Nga Xô viết.

## Phiên họp quốc hội lần thứ hai
Đại hội thành lập Đảng Cộng sản Nga đã được tái lập tại phiên họp thứ hai từ ngày 4 tháng 9 đến ngày 6 tháng 9 năm 1990. Phiên họp thứ hai đã bầu ra 272 thành viên Ủy ban Trung ương và 96 thành viên Ủy ban Kiểm soát Trung ương của đảng. Đến lúc đó, cuộc đấu tranh chính trị đã trở nên gay gắt; Polozkov kêu gọi những người cộng sản Nga phản đối việc khôi phục chủ nghĩa tư bản của chính phủ Yeltsin.

## Vai trò chính trị
Tổ chức đảng mới được chia thành các khu vực cải cách, đường lối cứng rắn và quốc gia. Polozkov đóng một vai trò quan trọng trong việc xác định vai trò của đảng là lực lượng của phe đối lập chống Perestroika. Tuy nhiên, phong cách lãnh đạo của ông là thụ động và bị chỉ trích từ tất cả các góc trong đảng. Các đại biểu trong Xô viết Tối cao Nga đã chỉ trích ông vì không phản đối Gorbachyov, trong khi những người cộng sản ở Kaliningrad chỉ trích ông vì sự chống đối của anh ta chống lại Yeltsin.
Sự ra đời của Đảng Cộng sản Nga đã gây ra các vấn đề tổ chức cho Đảng Cộng sản Liên Xô, vì phí thành viên từ Nga Xô viết hiện được cho là thông qua tổ chức đảng cộng hòa. Tuy nhiên, một số tổ chức đảng cấp thấp hơn đã tiếp tục trả tiền trực tiếp cho đảng toàn Liên bang, về cơ bản là hành động thách thức những người cứng rắn kiểm soát Đảng Cộng sản Nga. Đảng trở thành thành viên của Hội đồng phối hợp các lực lượng yêu nước, đã vận động cho một Liên Xô thống nhất trong cuộc trưng cầu dân ý tháng 3 năm 1991.

## Loại bỏ Polozkov
Vào ngày 6 tháng 8 năm 1991, Polozkov bị cách chức lãnh đạo đảng, sau khi gọi Gorbachyov là kẻ phản bội ba ngày trước đó. Kuptsov được bầu làm Bí thư thứ nhất mới của đảng.

## Bị cấm
Vào mùa thu năm 1991, Yeltsin đã ban hành ba sắc lệnh của tổng thống dẫn đến việc giải tán đảng. Vào ngày 23 tháng 8 năm 1991, ông đã ban hành một nghị định có tiêu đề "Đình chỉ hoạt động của Đảng Cộng sản CHXHCNXVLB Nga". Vào ngày 25 tháng 8 năm 1991, Yeltsin đã ban hành Nghị định số 90 tuyên bố rằng các hoạt động của đảng đã bị đình chỉ và tất cả các tài sản của Đảng Cộng sản Nga sẽ trở thành tài sản của nhà nước Nga Xô viết. Và vào ngày 6 tháng 11 năm 1991, ông đã ban hành một sắc lệnh cấm đảng không còn tồn tại.
Vào ngày 14 tháng 2 năm 1993, Đảng Cộng sản Liên bang Nga được thành lập tại một "Đại hội bất thường thứ hai", tuyên bố mình là người kế nhiệm Đảng Cộng sản Cộng hòa Xã hội chủ nghĩa Xô viết Liên bang Nga. Đảng mới được lãnh đạo bởi Gennady Zyuganov, trước đây là tư tưởng chính của đảng và là thành viên của Ban Bí thư Đảng Cộng sản Nga Xô viết.